# Cimitero di Trespiano
Il cimitero di Trespiano è uno dei principali cimiteri di Firenze, che prende il nome dalla frazione di Trespiano sulle colline della via Bolognese.

## Storia
Fu inaugurato il 1º maggio del 1784 in seguito alle riforme lorenesi che proibivano di seppellire i defunti in chiesa. Il cimitero monumentale, allargatosi successivamente nei terreni del crinale del torrente Terzollina, inglobò la villa il Pilastro, nel XV secolo appartenuta ai Davanzelli e passata poi via via fino ai Tassinari nel 1786, e la villa i Mandorli, già appartenuta ai padri domenicani di San Marco. Nel 1881 il cimitero arrivava a coprire 18.000 m2, mentre nel 1906 si era già triplicato e nel 1931 arrivò a misurare 54.000 m2.
La cura del cimitero venne affidata ai padri secolari e dal 1850 al 1890 passò ai padri cappuccini; in seguito venne diretto da un ispettore.
All'interno del cimitero, nel 1885 viene edificato il primo tempio crematorio della città, affiancato dal nuovo tempio nel 2018.
L'accesso moderno, costruito sul disegno dell'architetto Umberto Fabbrini nel 1936-1937, è caratterizzato da una fila di cipressi che segnano l'architettura monumentale del luogo del silenzio. La grandiosità della valle che si apre di fronte allo scenario panoramico di monte Morello è così solenne da essersi meritata la definizione di "Valle di Giosafat fiorentina".
La cappella Bracco fu edificata da Giovanni Michelucci tra il 1969 e il 1970.

## Personalità sepolte
Nel cimitero di Trespiano riposano le salme dei fratelli Rosselli, Antonia Masanello, Giuseppe Poggi, Pietro Chesi, Mario Fabiani, Lando Conti, Piero Bargellini, Ernesto Rossi, Gaetano Salvemini, Nello Traquandi, Enrico Bocci, Piero Calamandrei, Spartaco Lavagnini, Bruno Migliorini, Aldobrando de' Medici Tornaquinci, Ettore Nava, Ugo Schiff, Paola Pezzaglia, Carlo Betocchi, Rosa Balistreri, Luigi Michelet, Gastone Brilli Peri, Clemente Biondetti, Luigi Dallapiccola, Gaele Covelli, Medea Norsa, Stanislaw Brzozowski, Dora d'Istria, Augusto Novelli, Gaetano Pilati, Guido Ara, Leonardo Costagliola, Alfonso Negro, Camillo Negroni, Aldo Olschki, Neri Nannetti, Vieri Nannetti, Roberta Voltolini.